# Cavall de vent
El cavall de vent (tibetà: རླུང་རྟ་, wylie: rlung rta, literalment «cavall de vent»; mongol: хийморь, Khiimori, literalment «cavall de gas», semànticament «cavall de vent», col·loquialment «ànima»; túrquic antic: Rüzgar Tayi, literalment «poltre del vent»). és una al·legoria de l'ànima humana sorgida en les religions on es practica el xamanisme de l'Àsia central i l'Àsia oriental. En el budisme tibetà va ser adoptat com un element essencial al centre dels quatre animals que representen els punts cardinals, així com un símbol de benestar i bona fortuna. També dona nom a un tipus de bandera de pregària en la qual apareixen representats els cinc animals (Cavall, Lleó de les neus, Tigre, Drac i Garuda).

## En la tradició tibetana
Al Tibet es va generar una distinció entre budisme (wylie: lha chos, literalment «religió dels déus») i la religió popular (wylie: mi chos, literalment «religió dels humans»). El cavall de vent va ser una figura destacada de la cultura popular que, segons alguns acadèmics, és un concepte mundà i laic més que un ideal religiós i budista.

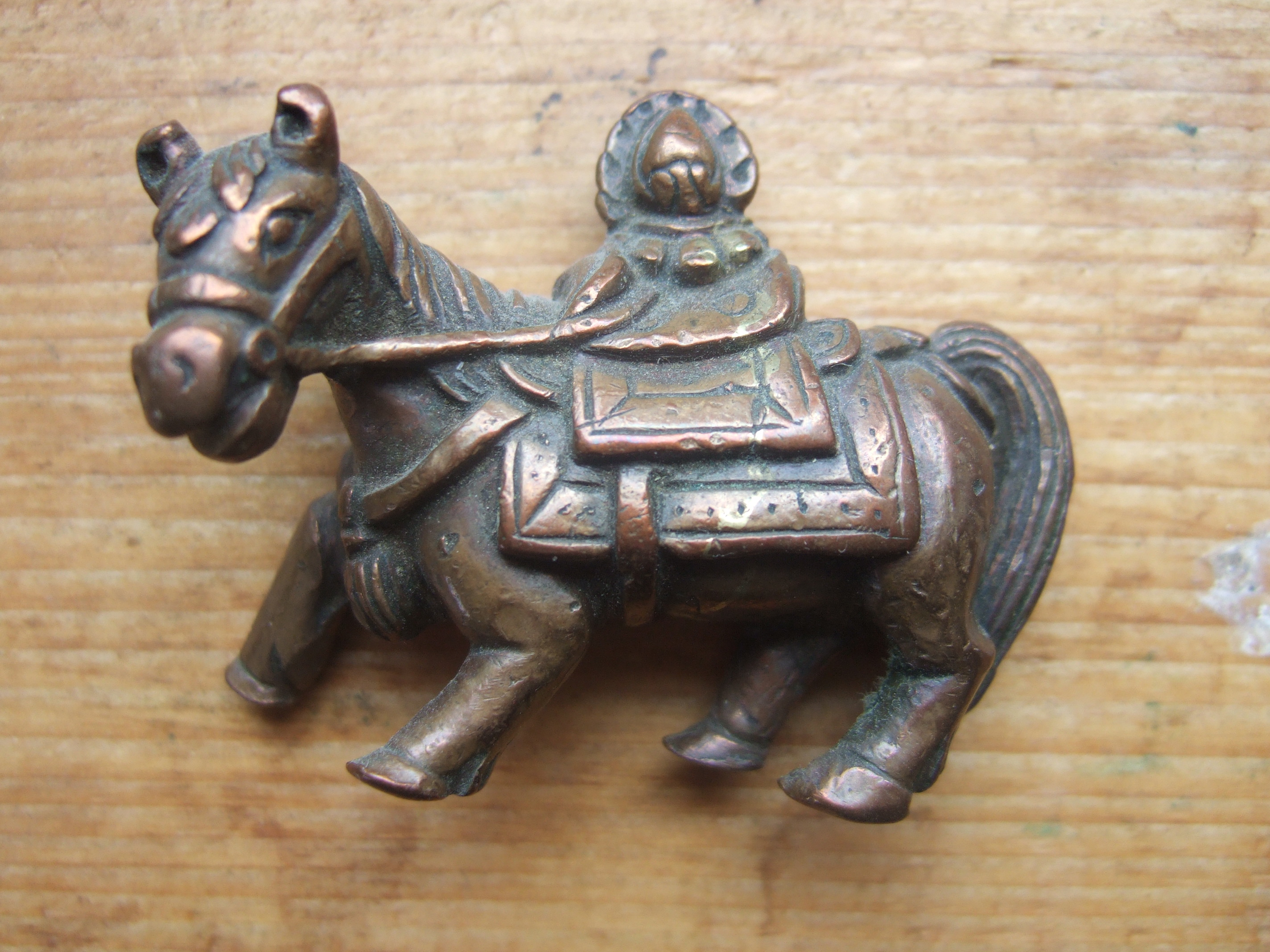
Estàtua de bronze del Cavall de Vent.

No obstant això, mentre que el concepte original del rlung ta no té cap relació inicial amb el budisme, amb el pas dels segles es va fer més freqüent la incorporació d'elements budistes. En particular, al segle xix lames del moviment Rimé, concretament el gran mestre Ju Mipham, va començar a crear un entrellaçament sistemàtic de xamanisme natiu, èpica oral, budisme tàntric, alquímia taoista, i l'estrany i vast tantra Kalachakra, així el cavall de vent va anar introduint-se cada com en més contextos i amb rerefons budistes.
El cavall de vent té molts significats en el context tibetà. Com Karmay assenyala, el terme «cavall de vent» sovint és erròniament confós amb el significat d'una bandera col·locada en el sostre d'una casa o en un lloc alt proper a un poble quan. de fet, és un símbol de la idea del benestar o la bona fortuna. Aquesta idea s'observa clarament en expressions com rlung rta donar ba, és a dir «l'ascens del cavall de vent», quan les coses van bé amb algú; o rlung rta rgud pa, el «descens del cavall de vent», quan ocorre el contrari. L'equivalent col·loquial és lam 'gro, que també vol dir «sort».

### Origen
En l'estudi The Arrow and the Spindle (La Fletxa i el Fus), Karmay cerca els antecedents del cavall de vent en la tradició tibetana. En primer lloc, apunta que hi ha hagut una gran confusió a l'hora de lletrejar-lo a causa que el so produït pel terme pot ser lletrejat tant klung ta (cavall de riu), com rlung ta (cavall de vent). A principis del segle xx, el gran mestre Jamgon Ju Mipham Gyatso va aclarir que, des del seu punt de vista, rlung ta era preferible a klung ta, indicant que havia existit cert grau d'ambigüitat, almenys fins a aquell moment.

Karmay proposa que «cavall de riu» (klung ta) va ser en realitat el concepte original, tal com es troba en el sistema d'astrologia tibetana nag rtsis, importat de la Xina. El sistema nag rtsis té quatre elements bàsics: srog (força vital), lu (wylie: lus, «cos»), wangtang (wylie: dbang thang, «camp de poder»), i lungta (wylie: klung rta, «cavall de riu»). Karmay suggereix que klung ta deriva de la idea xinesa de lung ma, literalment «cavall drac», perquè en la mitologia xinesa els dracs amb freqüència sorgeixen dels rius (encara que druk (wylie: 'brug) és la paraula tibetana per a «drac», en molts casos es tradueix fonèticament per la paraula xinesa lung). Així, en la seva proposta etimològica el terme xinès lung ma es va tornar klung rta, que al seu torn es va convertir en rlung rta. Karmay va més enllà, i raona que la deriva en l'enteniment de "cavall de riu" a "cavall de vent" hauria estat reforçada per les associacions tibetanes del cavall ideal (rta chogs) amb la velocitat i el vent.

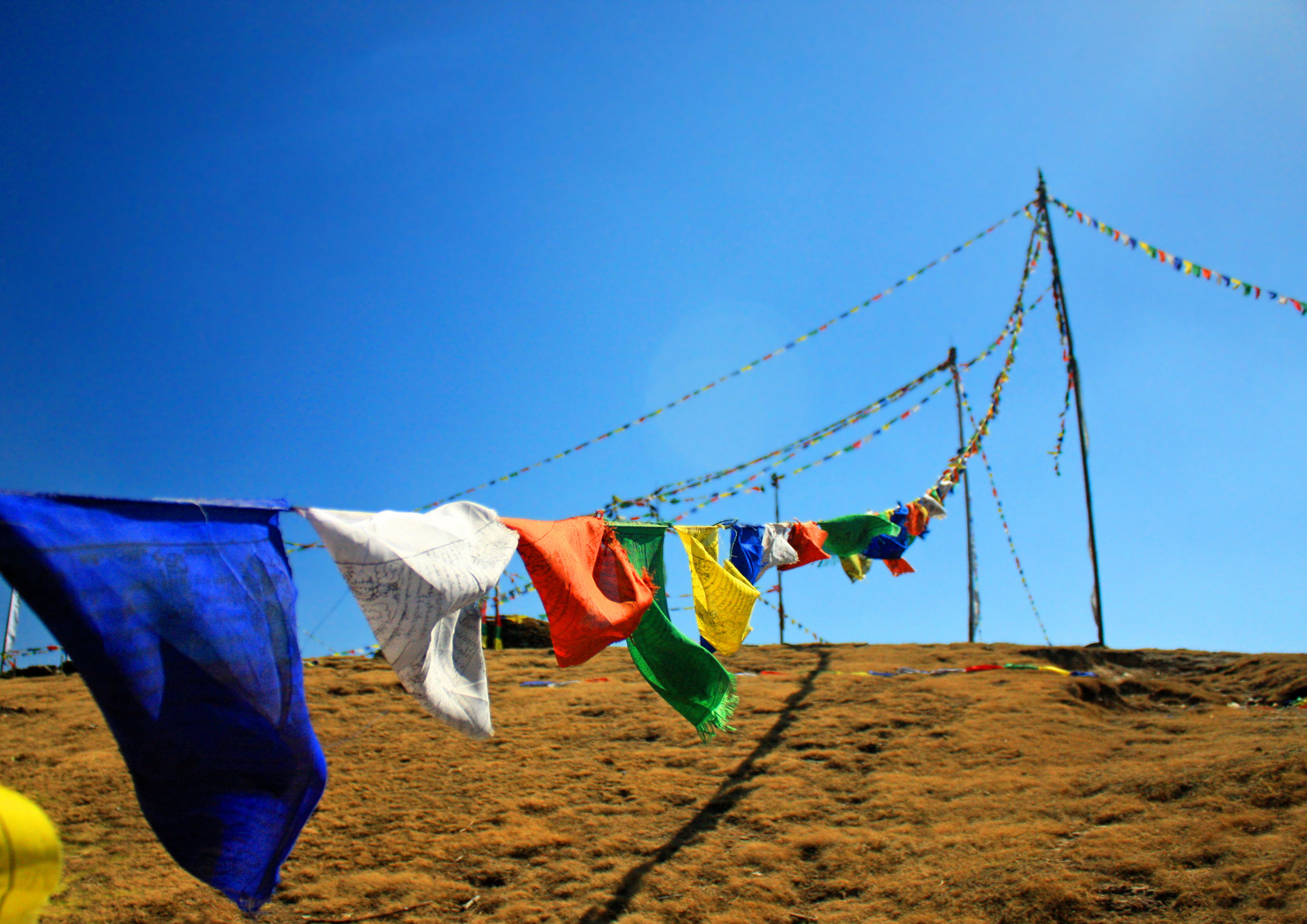
Banderes de pregàries del Cavall de Vent.

### Simbolisme
En banderes de pregària i impressions en paper, el cavall de vent normalment apareix en companyia dels quatre animals dels punts cardinals, els quals són una part integral de la composició rlung rta": garuda i drac en les cantonades superiors, i el tigre i el lleó de les neus en les cantonades inferiors. En aquest context, el cavall de vent és mostrat habitualment sense ales, però amb les Tres Joies, o la Chintamani, també anomenada la joia que, segons la mitologia, concedeix els desitjos i la presència de la qual se suposa que porta pau, riquesa i harmonia. El ritual d'invocació del cavall de vent té lloc normalment als matins i durant èpoques de lluna creixent. Les pròpies banderes són conegudes com a «cavalls de vent», ja que en onejar en el vent porten les pregàries al cel.

### Ritual Lhasang
Les cerimònies del cavall de vent són dutes a terme freqüentment a partir del ritual lhasang (wylie: lha bsang, literalment «ofrenes de fum als déus»), en els quals es cremen branques de Juniperus per formar un fum dens i aromàtic. Es creu que així s'incrementa la força de les pregàries als quatre elements del nag rtsis, esmentats anteriorment.

Representació del Cavall de Vent com a emblema nacional de Mongòlia

 Sovint al ritual se l'anomena risang lungta (wylie: ri bsang rlung rta) i és tradicionalment i principal un ritual secular que no requereix la presència de cap oficiant, ja sigui una cerimònia privada o pública. El seglar prega a una deïtat que «incrementi la seva fortuna com el galop d'un cavall i que expandeixi la seva prosperitat com el bulliment de la llet» (wylie: rlung ta ta rgyug/ kha rje 'o ma 'phyur 'phyur).

## Heràldica
Malgrat que el cavall de vent no és un element comú en l'heràldica, és l'emblema estatal de Mongòlia, país on el budisme tibetà és la religió majoritària des que durant el segle xvi, l'emperador Altan Kan va decidir establir relacions amb els lames budistes tibetans per difondre aquesta religió. En aquest cas, és representat com un cavall volador amb ales i la joia dels desitjos damunt el seu llom.